# باشگاه فوتبال آ.اس. موناکو
آاس موناکو (به فرانسوی: Association Sportive de Monaco Football Club SA) یک باشگاه فوتبال در موناکو می‌باشد که در لیگ ۱ فرانسه بازی می‌کند. این باشگاه در کشور شاهزاده‌نشین موناکو قرار دارد اما در لیگ فوتبال فرانسه بازی می‌کند.
این باشگاه در تاریخ ۲۳ اوت ۱۹۲۴ تأسیس شده‌است.

## بازیکنان

### ترکیب کنونی
تا تاریخ ۱ ژوئیه ۲۰۲۵
| شماره |                     | پست       | بازیکن                         |
| ----- | ------------------- | --------- | ------------------------------ |
| ۱     | لهستان              | دروازه‌بان | رادوسلاو ماچکی                 |
| ۲     | برزیل               | مدافع     | وندرسون                        |
| ۳     | انگلستان            | هافبک     | اریک دایر                      |
| ۴     | هلند                | مدافع     | جردن تیز                       |
| ۵     | آلمان               | مدافع     | تیلو کرر (کاپیتان دوم)         |
| ۶     | سوئیس               | هافبک     | دنیس زکریا (کاپیتان)           |
| ۷     | مراکش               | هافبک     | الیاس بن صغیر                  |
| ۸     | فرانسه              | هافبک     | پل پوگبا                       |
| ۹     | ایالات متحده آمریکا | مهاجم     | فولارین بالوگان                |
| ۱۰    | روسیه               | هافبک     | الکساندر گولووین (کاپیتان سوم) |
| ۱۱    | فرانسه              | هافبک     | ماغنیس اکلیوش                  |
| ۱۲    | برزیل               | مدافع     | کایو هنریکه                    |
| ۱۳    | فرانسه              | مدافع     | کریستین ماویسا                 |
| ۱۴    | دانمارک             | مهاجم     | میکا بیرث                      |

| شماره |          | پست       | بازیکن                       |
| ----- | -------- | --------- | ---------------------------- |
| ۱۵    | سنگال    | هافبک     | لامینه کامارا                |
| ۱۶    | سوئیس    | دروازه‌بان | فیلیپ کوهن                   |
| ۱۷    | ساحل عاج | مدافع     | ویلفرد سینگو                 |
| ۱۸    | ژاپن     | مهاجم     | تاکومی مینامینو              |
| ۲۰    | فرانسه   | مدافع     | Kassoum Ouattara             |
| ۲۱    | نیجریه   | مهاجم     | جورج ایلنیخینا               |
| ۲۲    | غنا      | مدافع     | محمد سالیسو                  |
| ۲۷    | سنگال    | مهاجم     | کرپین دیاتا                  |
| ۲۸    | فرانسه   | هافبک     | Mamadou Coulibaly            |
| ۳۱    | اسپانیا  | مهاجم     | آنسو فاتی (قرضی از بارسلونا) |
| ۳۶    | سوئیس    | مهاجم     | بریل امبولو                  |
| ۳۷    | فرانسه   | هافبک     | Edan Diop                    |
| ۵۰    | فرانسه   | دروازه‌بان | Yann Liénard                 |
| ۸۸    | فرانسه   | مدافع     | سونگوتو ماگاسا               |

### قرضی در تیم‌های دیگر
| شماره |         | پست   | بازیکن                                                       |
| ----- | ------- | ----- | ------------------------------------------------------------ |
|       | الجزایر | مدافع | نزیم بابای (به Villefranche تا ۳۰ ژوئن ۲۰۲۵)                 |
|       | سنگال   | مدافع | اسماعیل جاکوبس (به باشگاه فوتبال گالاتاسرای تا ۳۰ ژوئن ۲۰۲۵) |
|       | فرانسه  | مدافع | کریسلین ماتسیما (به باشگاه فوتبال آگسبورگ تا ۳۰ ژوئن ۲۰۲۵)   |
|       | هلند    | مهاجم | مایرون بوآدو (به باشگاه فوتبال بوخوم تا ۳۰ ژوئن ۲۰۲۵)        |

| شماره |        | پست   | بازیکن                                                        |
| ----- | ------ | ----- | ------------------------------------------------------------- |
|       | فرانسه | هافبک | Ritchy Valme (به باشگاه فوتبال انسی تا ۳۰ ژوئن ۲۰۲۵)          |
|       | آلمان  | مهاجم | Paris Brunner (به باشگاه فوتبال سرکل بروژ تا ۳۰ ژوئن ۲۰۲۵)    |
|       | فرانسه | مهاجم | Malamine Efekele (به باشگاه فوتبال سرکل بروژ تا ۳۰ ژوئن ۲۰۲۵) |
|       | فرانسه | مهاجم | Joan Tincres (به باشگاه ورزشی آمیان تا ۳۰ ژوئن ۲۰۲۵)          |

## افتخارات

### داخلی

#### لیگ ۱
- قهرمان (۸): ۱۹۶۰–۶۱، ۱۹۶۲–۶۳، ۱۹۷۷–۷۸، ۱۹۸۱–۸۲، ۱۹۸۷–۸۸، ۱۹۹۶–۹۷، ۱۹۹۹–۰۰، ۲۰۱۶–۱۷
- نائب قهرمان (۷): ۱۹۶۳–۶۴، ۱۹۸۳–۸۴، ۱۹۹۰–۹۱، ۱۹۹۱–۹۲، ۲۰۰۲–۰۳، ۲۰۱۳–۱۴، ۲۰۱۷–۱۸

#### لیگ ۲
- قهرمان: ۲۰۱۲–۱۳
- نائب قهرمان (۳): ۱۹۵۲–۵۳، ۱۹۷۰–۷۱، ۱۹۷۶–۷۷

#### جام حذفی فوتبال فرانسه
- قهرمان (۵): ۱۹۵۹–۶۰، ۱۹۶۲–۶۳، ۱۹۷۹–۸۰، ۱۹۸۴–۸۵ ،۱۹۹۰–۹۱
- نائب قهرمان (۴): ۱۹۷۳–۷۴، ۱۹۸۴–۸۴، ۱۹۸۸–۸۹، ۲۰۰۹–۱۰

#### سوپر جام فوتبال فرانسه
- قهرمان (۴): ۱۹۶۱، ۱۹۸۵، ۱۹۹۷، ۲۰۰۰

### بین‌المللی

#### لیگ قهرمانان اروپا
- نائب قهرمان: ۲۰۰۳–۰۴
- نیم نهایی (۳): ۱۹۹۳–۹۴، ۱۹۹۷–۹۸، ۲۰۱۶–۱۷

#### جام برندگان جام اروپا
- نائب قهرمان: ۱۹۹۱–۹۲
- نیمه نهایی: ۱۹۸۹–۹۰

#### لیگ اروپا
- نیمه نهایی: ۱۹۹۶–۹۷

#### کوپا دله آلپی
- قهرمان (۳): ۱۹۷۹، ۱۹۸۳، ۱۹۸۴
- نیمه نهایی: ۱۹۸۵